# ماریا فان استرویک

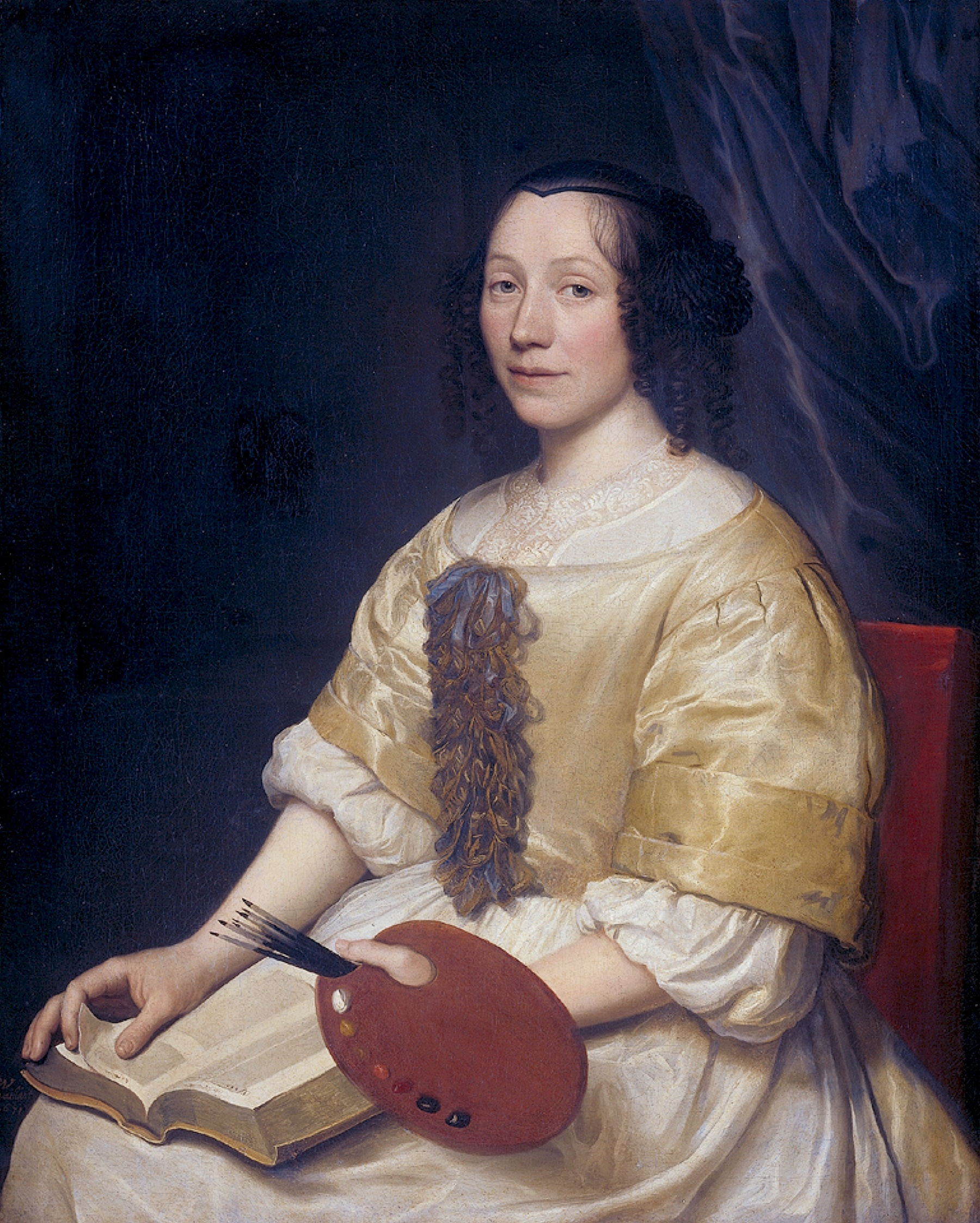
نگارهٔ ماریا فان استرویک، ۱۶۷۱، نقاشی: والرنت ویلان

ماریا فان استرویک (به هلندی: Maria van Oosterwijck)،(زاده۱۶۳۰–درگذشته ۱۶۹۳) نقاش هلندی دوران طلایی هلند، به‌ویژه در نقاشی بسیار دقیق از گل‌ها و طبیعت بی‌جان بود.

## نگارخانه

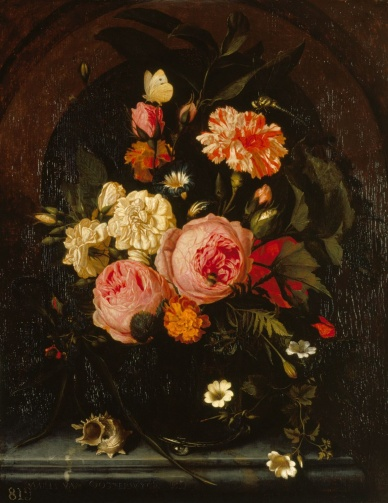
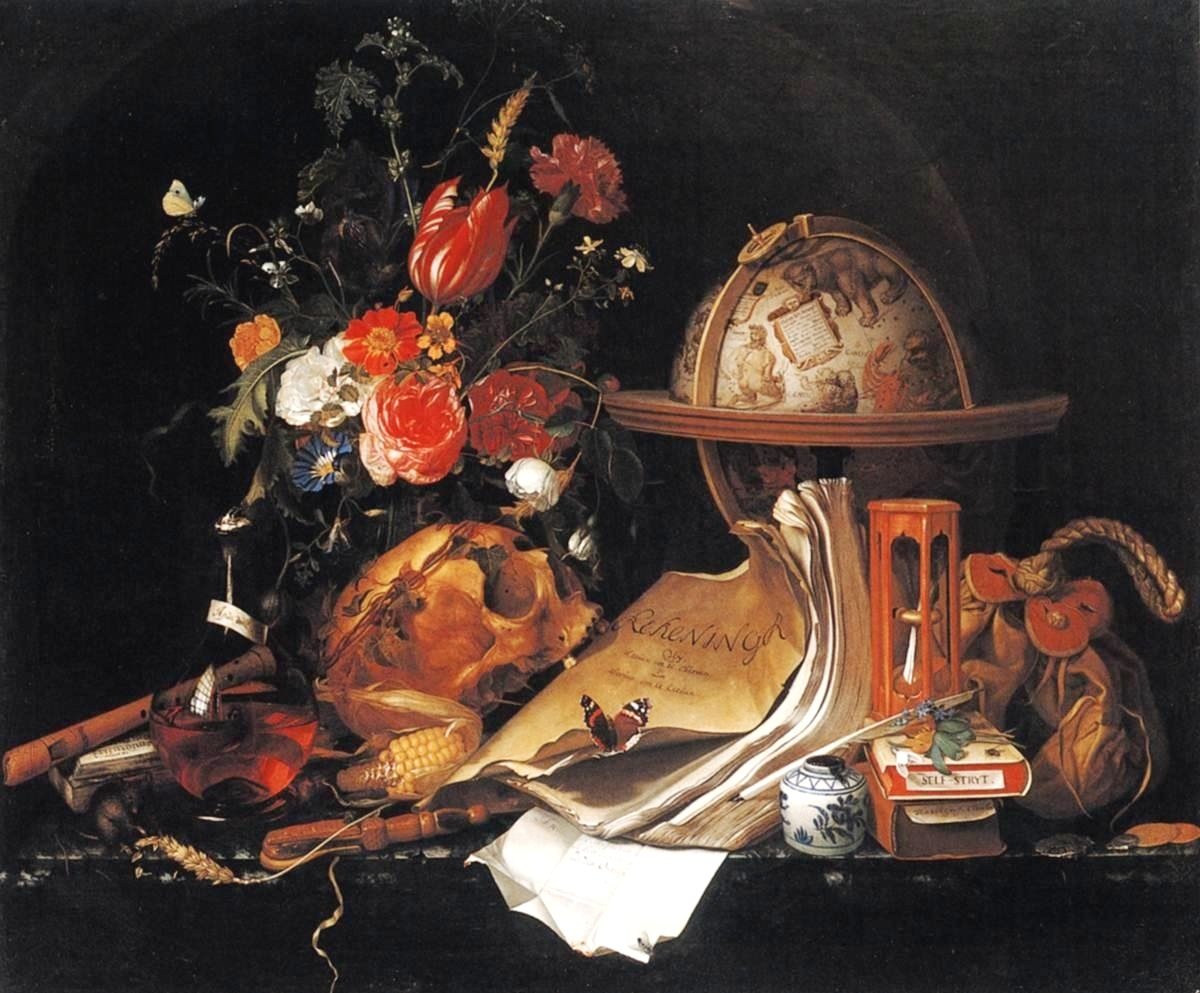
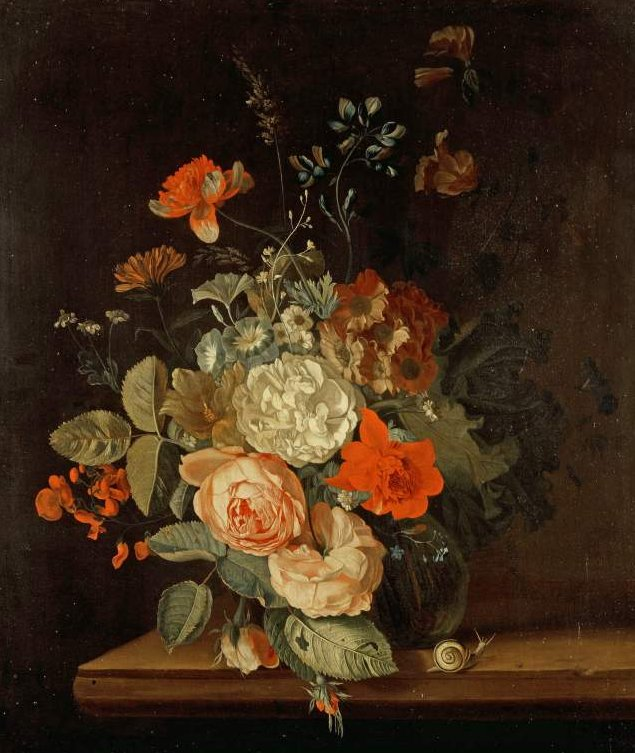
گلدان گل، موزه فیتیز ویلیام
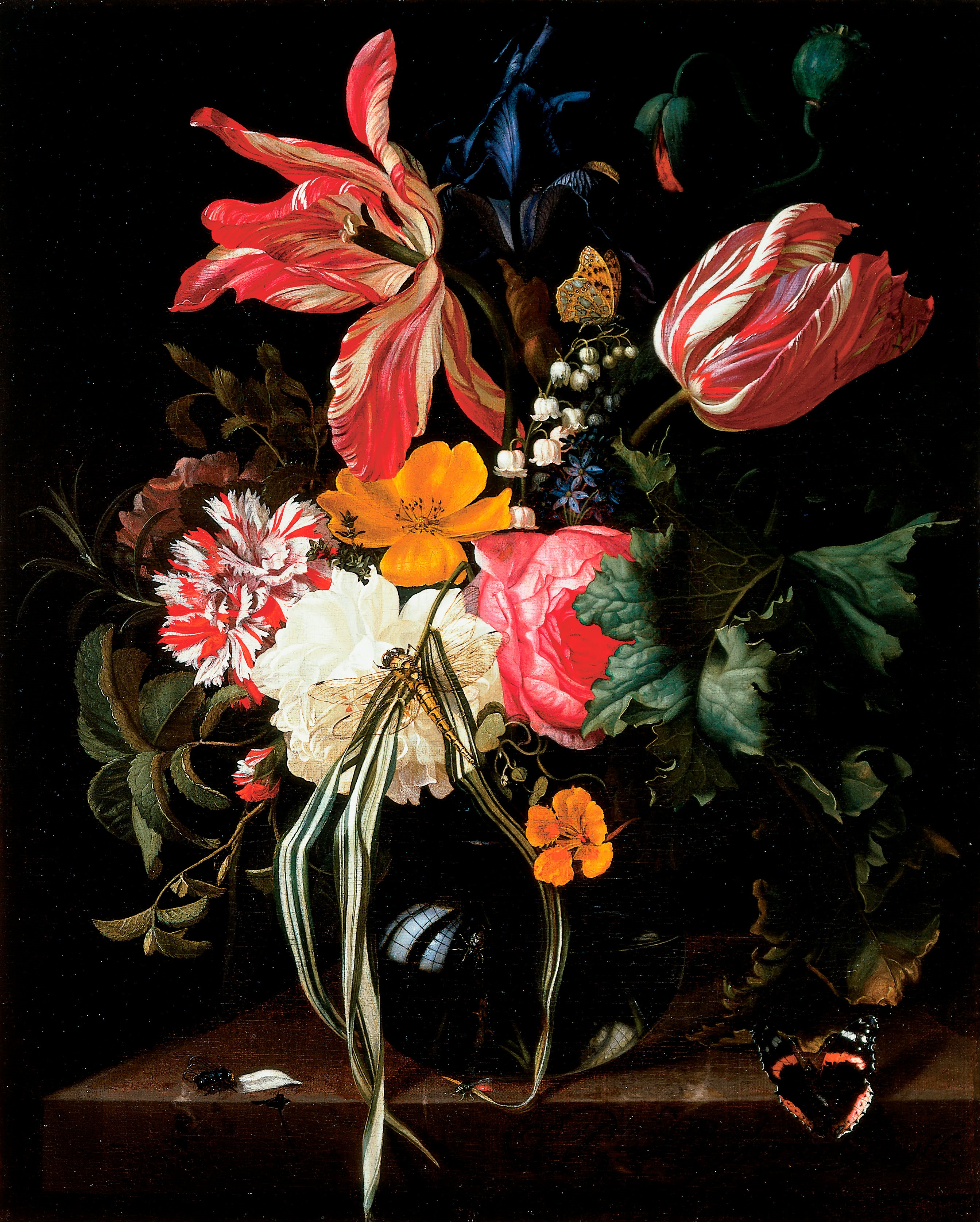
طبیعت بی‌جان ۱۶۶۹ ،موزه هنر سین‌سیاتی
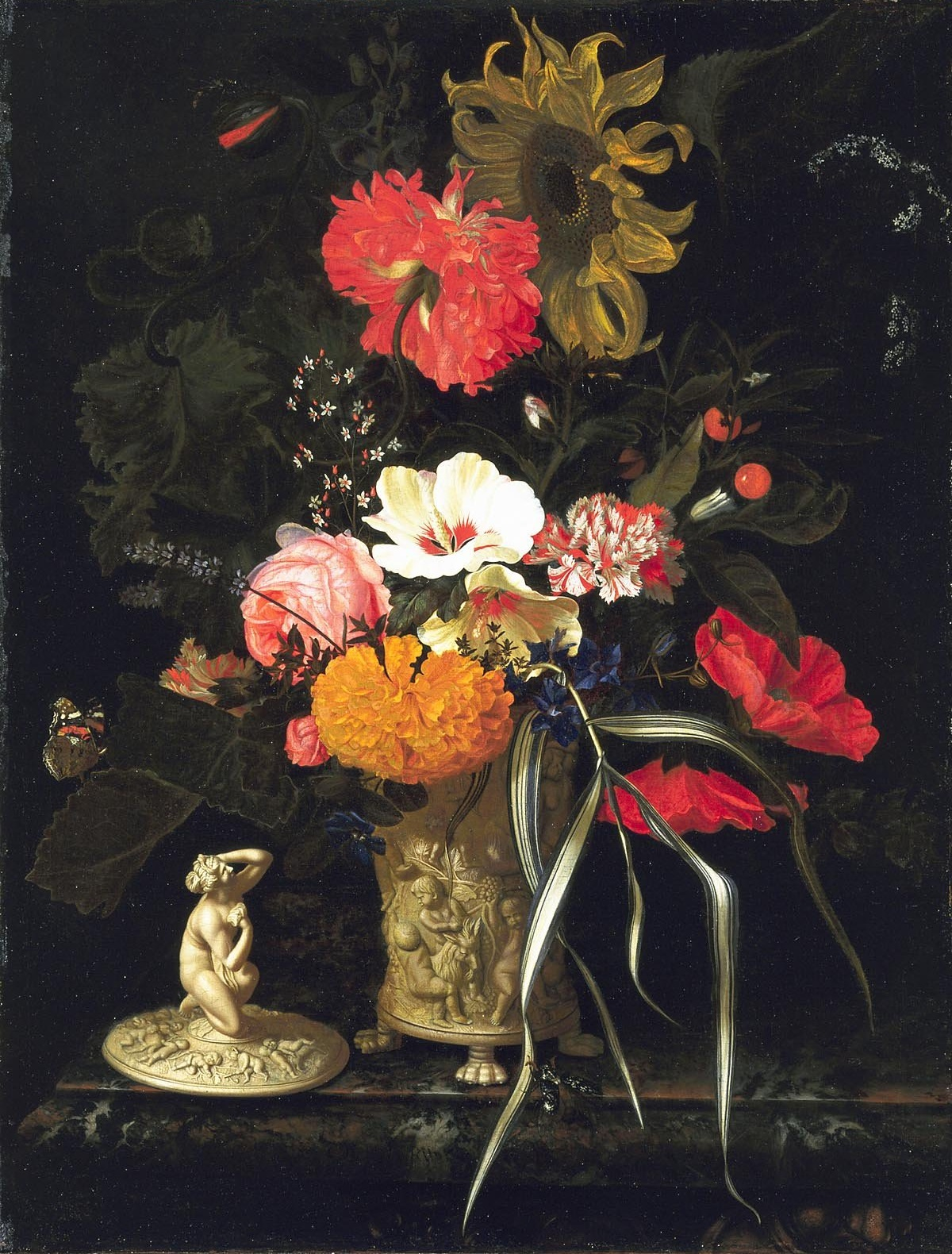
طبیعت بی‌جان گل در گلدان دکور ، بین۱۶۷۵–۱۶۷۰
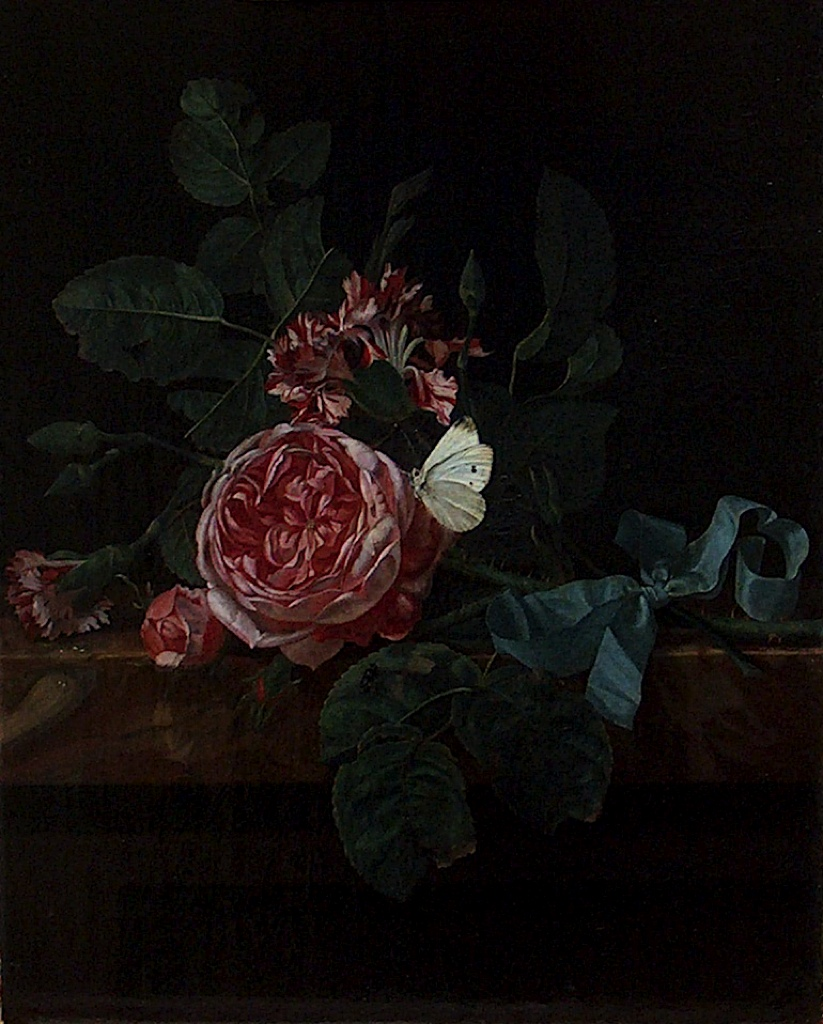
رز و پروانه‌ها ،موزه هنر کراکر
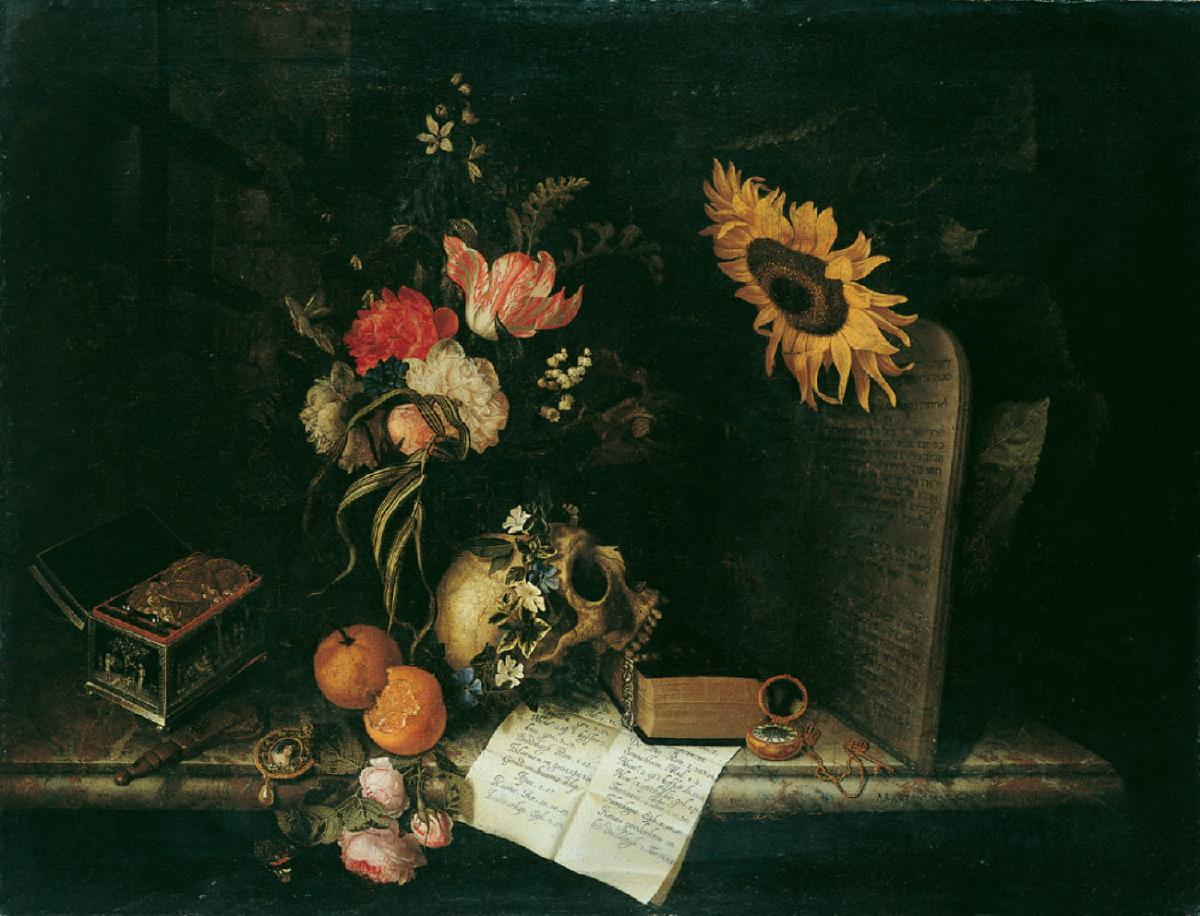
گل آفتابگردان و جعبه جواهرات، مجموعه خصوصی
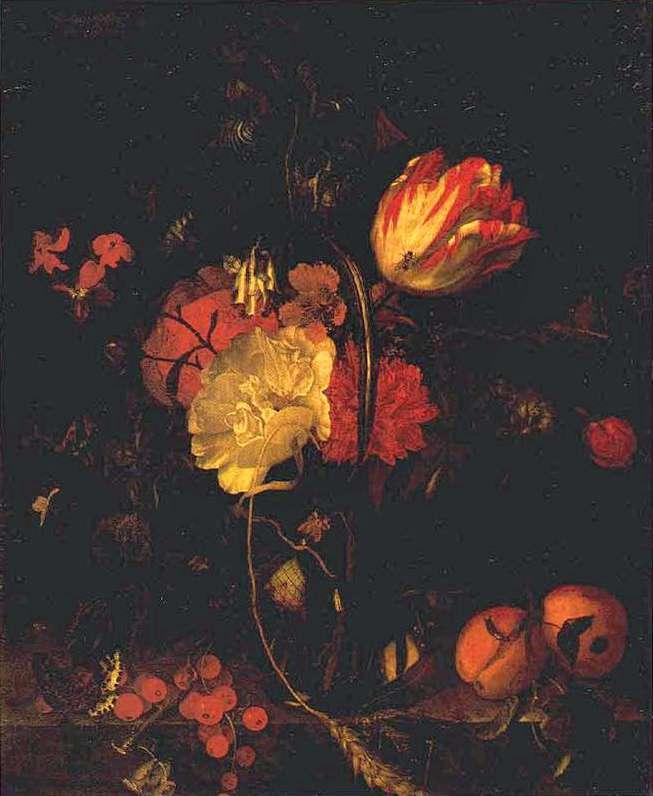
گل، میوه و حشرات
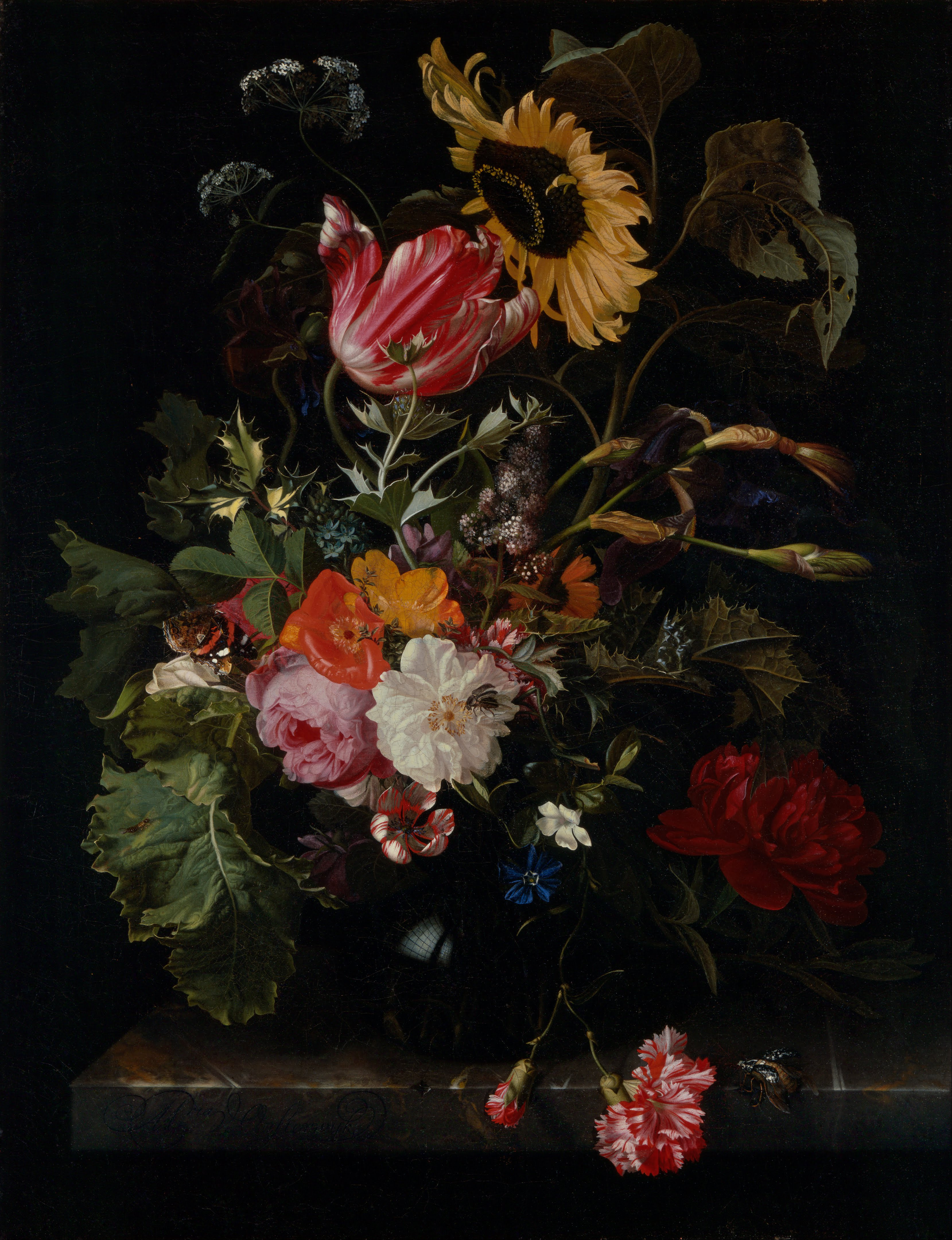
دسته گلی در گلدان
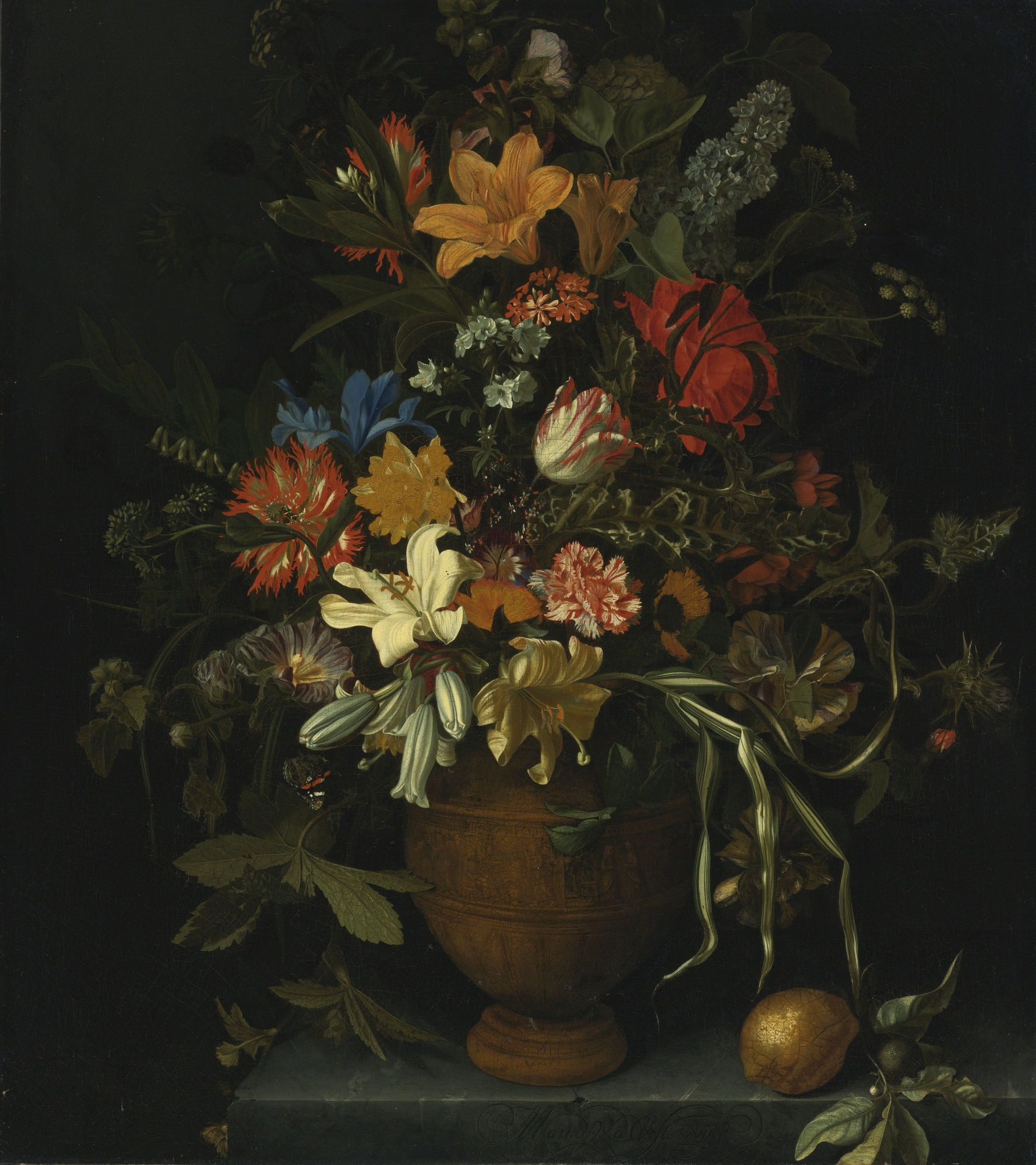
طبیعت بی‌جان ۱۶۷۵
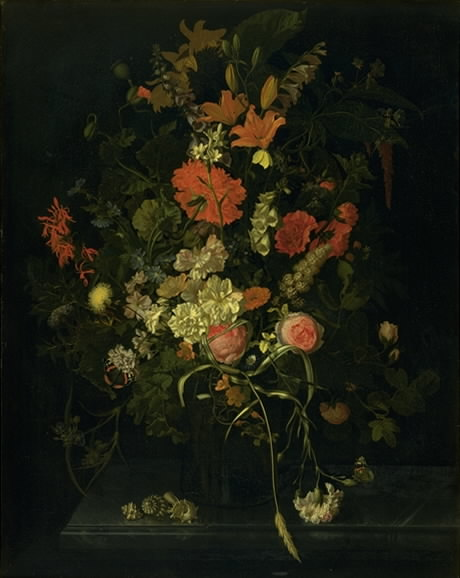
دسته گلی در لیوان
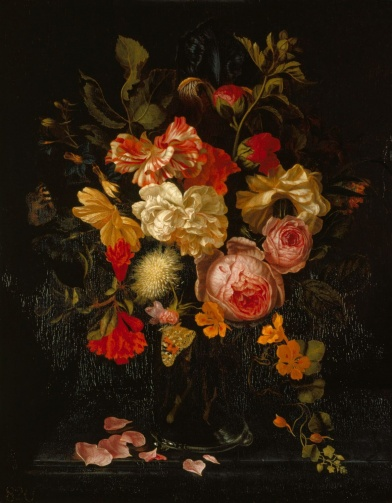
طبیعت بی‌جان گل‌ها و پروانه‌ها